# Vessele (Sudak)
|  | Per a altres significats, vegeu «Vesele». |

Vessele (en ucraïnès: Веселе) és un poble de la República Autònoma de Crimea, a Ucraïna, que el 2014 tenia 1.675 habitants. Pertany al districte de Sudak. Fins al 1945 la vila es deia Kutlak.